# Sainte-Marie-d’Attez
Sainte-Marie-d’Attez – gmina we Francji, w regionie Normandia, w departamencie Eure. W 2013 roku liczba ludności na terenie obecnej gminy wynosiła 554 mieszkańców. 
Gmina została utworzona 1 stycznia 2016 roku z połączenia trzech wcześniejszych gmin: Dame-Marie, Saint-Nicolas-d’Attez oraz Saint-Ouen-d’Attez. Siedzibą gminy została miejscowość Saint-Ouen-d’Attez.